# Йонний кристал

Кристалічна структура кам'яної солі

Йонний кристал — кристалічна твердотільна речовина, при утворенні якої основну роль відіграє йонний зв'язок.
Прикладом йонного кристалу є кам'яна сіль.
Кристал, побудований з позитивних і негативних йонів, простих чи комплексних, а між частинками, що розташовані у вузлах кристалічної ґратки, переважають йонні зв'язки. Характеризується низькою електропровідністю за низьких температурах і високою за високих, високою твердістю.

## Провідність
Здебільшого йонні кристали — діелектрики в твердому стані. Однак їхні розплави дуже добре проводять електричний струм. Серед йонних кристалів трапляються також суперіоніки — речовини з іонною провідністю.

## Енергія
Електростатична енергія йона в кристалі дорівнює
{\displaystyle E={\frac {z^{2}e^{2}}{r_{0}}}M},
де ze — заряд вузла, {\displaystyle r_{0}} — віддаль між найближчими йонами, M — стала Маделунга, число характерне для кожного типу кристалічної ґратки.